# U-40 (1939)
U-40 — большая океанская немецкая подводная лодка типа IX-A, времён Второй мировой войны. Заказ на постройку был отдан 29 июля 1936 года. Лодка была заложена на верфи судостроительной компании «АГ Везер» в Бремене 1 июля 1937 год под заводским номером 945. Спущена на воду 9 ноября 1938 года. 11 февраля 1939 года принята на вооружение и под командованием капитан-лейтенанта Вернера фон Шмидта вошла в состав 6-й флотилии.

## История службы
Совершила 2 боевых похода, успехов не достигла. Погибла 13 октября 1939 года на мине в проливе Ла-Манш, погибло 45 из 48 членов экипажа.

### 1-й поход
19 августа 1939 года, перед началом Второй мировой войны U-40 вышла в свой первый поход из Вильгельмсхафена. Порядка 4 недель она провела на боевом дежурстве возле берегов Гибралтара, прежде чем вернуться 18 сентября в домашний порт.

### 2-й поход
10 октября 1939 года, U-40 уже под командованием капитан-лейтенанта Вольфганга Бартена вновь вышла в поход из Вильгельмсхафена. Во время этого боевого дежурства она должна была принимать участие в операциях Волчьей стаи Хартманна (первой волчьей стаи Второй мировой войны) вдоль берегов Португалии и Испании.

### Судьба
В связи с тем, что субмарина вышла из порта поздно, Бартен принял решение срезать путь до назначенной точки встречи к юго-западу от Ирландии. Короткий маршрут проходил через пролив Ла-Манш, который был густо усеян британскими минами. Выбор пал на попытку прохода через три с половиной часа после прилива, когда мины не были в их нижней точке.
13 октября 1939 года U-40 в точке 50°42′ с. ш. 00°15′ в. д. задела одну из мин и мгновенно затонула. Минное поле C3 было выставлено минными заградителями «Эдвенчер», «Шеппертон» и «Хэмптон». Всего лишь девяти членам экипажа удалось покинуть лодку через спасательные шлюзы. Используя спасательные средства они смогли достичь поверхности, однако один из них погиб во время этого подъема. Еще пятеро погибло чуть позже от переохлаждения в холодных водах Ла-Манша. Примерно через десять часов после потопления оставшиеся трое выживших были подобраны и взяты в плен эсминцем HMS Boreas.

## Командиры
- 11 февраля 1939 года — 20 сентября 1939 года — капитан-лейтенант Вернер фон Шмидт (нем. Kapitänleutnant Werner von Schmidt)
- 21 сентября 1939 года — 13 октября 1939 года — капитан-лейтенант Вольфганг Бартен (нем. Kapitänleutnant Wolfgang Barten)

## Флотилии
- 11 февраля 1939 года — 13 октября 1939 года — 6-я флотилия